# Mihai Ghimpu

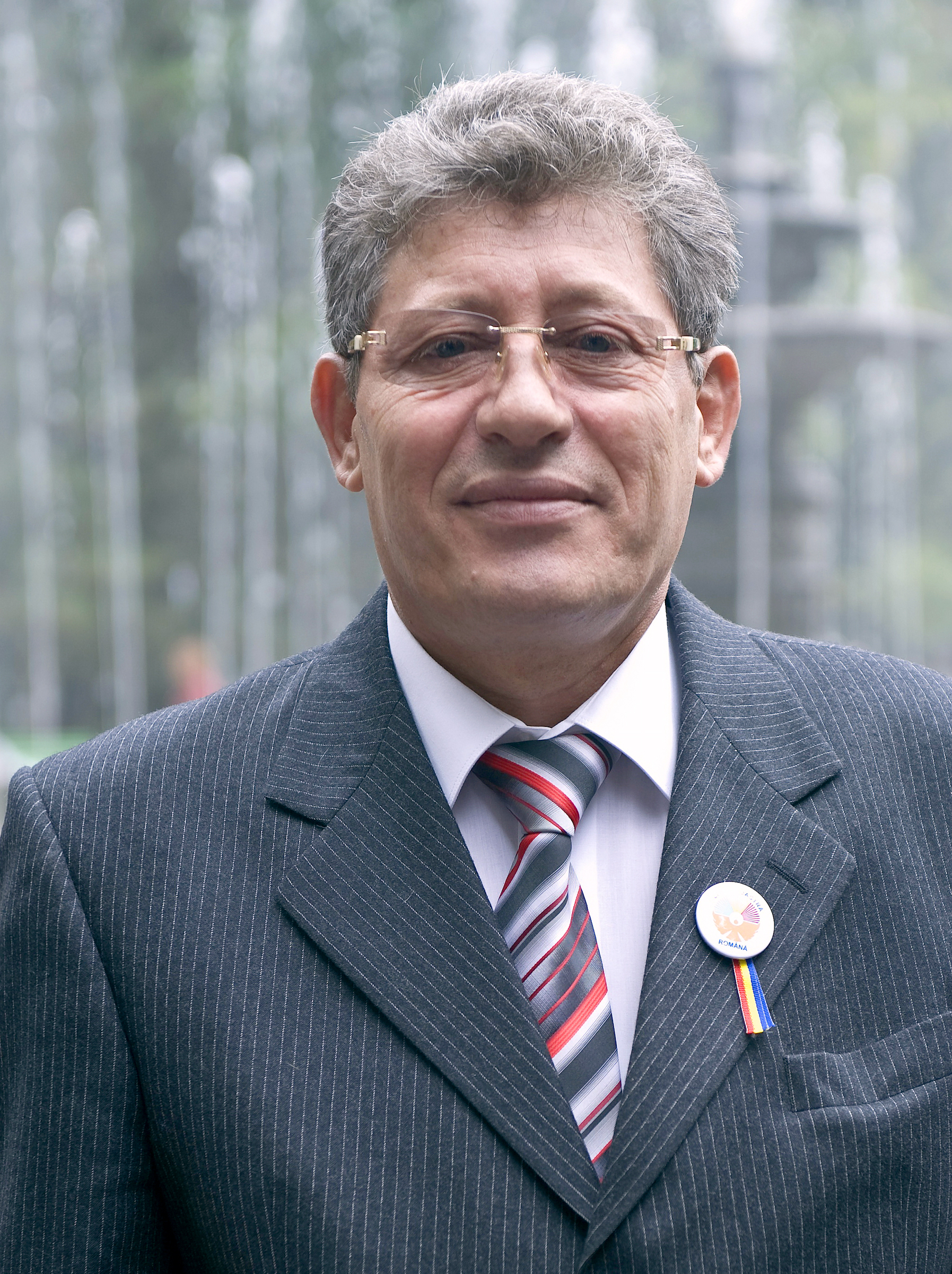
Mihai Ghimpu

Mihai Ghimpu (* 19. November 1951 in Colonița, Chișinău) ist ein moldauischer Politiker. Von August 2009 war er Parlamentspräsident der Republik Moldau und von 11. September 2009 bis 28. Dezember 2010 in dieser Funktion auch kommissarischer Präsident der Republik.

## Ausbildung
Mihai Ghimpu studierte an der Staatlichen Universität Moldaus Rechtswissenschaft und arbeitete danach zunächst als Rechtsanwalt.

## Politische Karriere
1988 war Ghimpu einer der Gründer und später Vorstandsmitglied der Frontul Popular din Moldova (deutsch Volksfront von Moldau), die sich für Reformen in der Moldauischen SSR einsetzte und mehrheitlich von der rumänischsprachigen Bevölkerung getragen wurde. Von verschiedenen Seiten wurden der Frontul Popular jedoch auch ein ausgeprägter Nationalismus und Feindlichkeit gegenüber ethnischen Minderheiten vorgeworfen. Die Politik der Frontul Popular war außerdem einer der Auslöser des Transnistrien-Konflikts. Von 1990 bis 1998 war Ghimpu Parlamentsabgeordneter. 1998 wurde er zum Vorsitzenden der Partidul Liberal (deutsch Liberale Partei) gewählt. Seit 2007 ist er Abgeordneter des Stadtrats von Chișinău. Von 2007 bis 2008 war er Präsident des Stadtrats. Am 28. August 2009 wurde Ghimpu in einer umstrittenen Parlamentssitzung zum neuen Parlamentspräsidenten gewählt. Die größte Parlamentsfraktion der Kommunisten hatte den Saal zuvor verlassen und betrachtete die Wahl Ghimpus wegen der Begleitumstände als Verfassungsbruch.
Nach dem Rücktritt von Vladimir Voronin am 11. September 2009 übernahm Mihai Ghimpu kommissarisch die Geschäfte des Staatspräsidenten.
Im Juni 2010 verursachte Ghimpu eine Krise innerhalb der Regierungskoalition „Allianz für die europäische Integration“. Ohne Absprache mit den anderen Regierungsparteien hatte er per Erlass den 28. Juni zum „Tag der sowjetischen Okkupation und Gedenktag für die Opfer des Kommunismus“ erklärt. Er wurde daraufhin vom Vorsitzenden der Demokratischen Partei Marian Lupu und anderen Politikern der Koalitionsparteien aufgefordert, den Erlass zurückzunehmen. Kritiker wie Ex-Präsident Vladimir Voronin von den oppositionellen Kommunisten warfen Ghimpu vor, er habe mit der nunmehr institutionalisierten Verurteilung der ehemaligen Zugehörigkeit Moldaus zur Sowjetunion gleichsam den moldauischen Staat für illegitim erklärt, beruht doch die Eigenständigkeit des Landes einzig auf der erzwungenen Abtretung durch Rumänien an die Sowjetunion im Jahr 1940 und dem später folgenden Zusammenbruch des sowjetischen Vielvölkerstaates.
Nach der Parlamentswahl 2010 trat Ghimpu am 30. Dezember das Amt des Parlamentspräsidenten und damit auch das des kommissarischen Staatsoberhauptes an den Vorsitzenden der Demokratischen Partei, Marian Lupu ab.

## Positionen
Ghimpu bezeichnet sich selbst als Unionisten, d. h. Fürsprecher einer Vereinigung Rumäniens und Moldaus. Nach seiner Wahl zum Parlamentspräsidenten erklärte er jedoch, dies sei lediglich seine persönliche Meinung. Eine Vereinigung mit Rumänien gehöre nicht zu den mittelfristigen Zielen seiner Partei und er werde diese somit auch nicht verfolgen. Er ist ein vehementer Befürworter einer NATO-Mitgliedschaft der Republik Moldau. Die Autonomierechte der autonomen Region Gagausien, die mehrheitlich vom Turkvolk der Gagausen bewohnt wird, stellte er wiederholt in Frage und forderte ein landesweites Referendum über deren Abschaffung.
Ghimpu gilt als scharfer Gegner der russischen Sprache in Moldau, die er unter anderem als Sprache der Okkupanten bezeichnete, die die rumänische Sprache zerstöre. Russische Jugendorganisationen in Moldau organisierten deshalb Proteste gegen Ghimpu und er zog sich auch Kritik aus den Reihen seiner Regierungskoalition zu.

## Familie
Mihai Ghimpu ist der Onkel des Bürgermeisters von Chișinău und stellvertretenden Vorsitzenden der Partidul Liberal, Dorin Chirtoacă. Mihai Ghimpus älterer Bruder Gheorghe Ghimpu (1937–2000) war ein bekannter moldauischer Dissident, der sich seit den 1970er Jahren für eine Loslösung Moldaus von der Sowjetunion und die Vereinigung mit Rumänien einsetzte und dafür zeitweise im Gefängnis saß.